# Jhansi (distrikt)
Jhansi är ett distrikt i den indiska delstaten Uttar Pradesh, och hade 1 744 931 invånare år 2001 på en yta av 5 024 km². Det gör en befolkningsdensitet på 347,3 inv/km². Den administrativa huvudorten är staden Jhansi. De största religionerna är hinduism (91,28 %) och islam (7,44 %).

## Administrativ indelning
Distriktet är indelat i fem kommunliknande enheter, tehsils:
- Garautha, Jhansi, Mauranipur, Moth, Tahrauli

## Städer
Distriktets städer är huvudorten Jhansi samt Babina, Bara Gaon, Barua Sagar, Chirgaon, Erich, Garautha, Gursarai, Jhansi (Cantonment Board), Jhansi Railway Settlement, Kathera, Khailar, Mauranipur, Moth, Parichha, Ranipur, Samthar och Tondi Fatehpur.
Urbaniseringsgraden låg på 40,79 procent år 2001.